# 1-乙基-(3-二甲基氨基丙基)碳二亚胺
1-乙基-3-(3-二甲基氨基丙基)碳二亚胺（亦稱为EDC、EDAC或EDCI）是一种水溶性碳二亚胺，常制成盐酸盐之形式。其pH范围通常在4.0-6.0。EDC常在伯胺制备酰氨时作为羧基活化剂。EDC还可用于活化磷酸基团。这种碳二亚胺通常用于肽的合成；蛋白质和核酸的交联以及制备免疫偶联物。EDC常与N-羟基丁二酰亚胺（NHS）或磺化－NHS搭配使用从而增加偶联反应的效率。
有机化学中，EDC还常与4-二甲氨基吡啶（DMAP）搭配使用作为羧酸和醇的酯化试剂，稱為施特格利希酯化反应。

## 制备
EDC为商业可售试剂，可通过乙基异氰酸酯和N,N-二甲基丙烷-1,3-二胺反应得脲，而后继续脱水制得：

## 延伸阅读
- López-Alonso, JP; Diez-Garcia, F; Font, J; Ribó, M; Vilanova, M; Scholtz, JM; González, C; Vottariello, F; Gotte, G; Libonati, M; Laurents, DV. . Bioconjug Chem. 2009, 20: 1459. doi:10.1021/bc9001486.
- Nakajima, N; Ikada, Y. . Bioconjug Chem. 1995, 6: 123. doi:10.1021/bc00031a015.
- Skotnicki, S; Kearney, RM; Smith, AL. . Tetrahedron Lett. 1994, 35: 197. doi:10.1016/S0040-4039(00)76509-9.